# Irene Vecchiová
Irene Vecchiová (* 10. června 1989 Livorno, Itálie) je italská sportovní šermířka, která se specializuje na šerm šavlí. Itálii reprezentuje od prvního desetiletí jednadvacátého století. Na olympijských hrách startovala v roce 2012 a 2016 v soutěži jednotlivkyň a družstev. V soutěži jednotlivkyň se na olympijských hrách 2012 probojovala do čtvrtfinále. V roce 2013 obsadila třetí místo na mistrovství světa v soutěži jednotlivkyň a ve stejném roce obsadila třetí místo na mistrovství Evropy. S italským družstvem šavlistek vybojovala v roce 2011 titul mistryň Evropy.